# Gante-Wevelgem 1996
La Gante-Wevelgem 1996 fue la 58.ª edición de la carrera ciclista Gante-Wevelgem y se disputó el 10 de abril de 1996 sobre una distancia de 208 km.  
El vencedor fue el belga Tom Steels (Mapei-GB), que se impuso en un gran grupo de ciclistas. Los italianos Giovanni Lombardi (Team Polti) y Fabio Baldato (MG Maglificio) completaron el podio. Cabe destacar la grave lesión que sufrió el belga Wilfried Nelissen, con fractura de fémur y la tibia derecha.

## Clasificación final
| Posición | Ciclista          | Equipo         | Tiempo   |
| -------- | ----------------- | -------------- | -------- |
| 1        | Tom Steels        | Mapei-GB       | 4h53'00" |
| 2        | Giovanni Lombardi | Polti          | s.t.     |
| 3        | Fabio Baldato     | MG Maglificio  | s.t.     |
| 4        | Lars Michaelsen   | Festina-Lotus  | s.t.     |
| 5        | Léon van Bon      | Rabobank       | s.t.     |
| 6        | Bruno Boscardin   | Festina-Lotus  | s.t.     |
| 7        | Massimo Strazzer  | Brescialat     | s.t.     |
| 8        | Johan Capiot      | Collstrop      | s.t.     |
| 9        | Andrei Tchmil     | Lotto-Isoglass | s.t.     |
| 10       | Silvio Martinello | Saeco          | s.t.     |